# Stazione di Cori
La stazione di Cori era una stazione ferroviaria posta sulla linea Velletri-Terracina. Serviva il centro abitato di Cori.

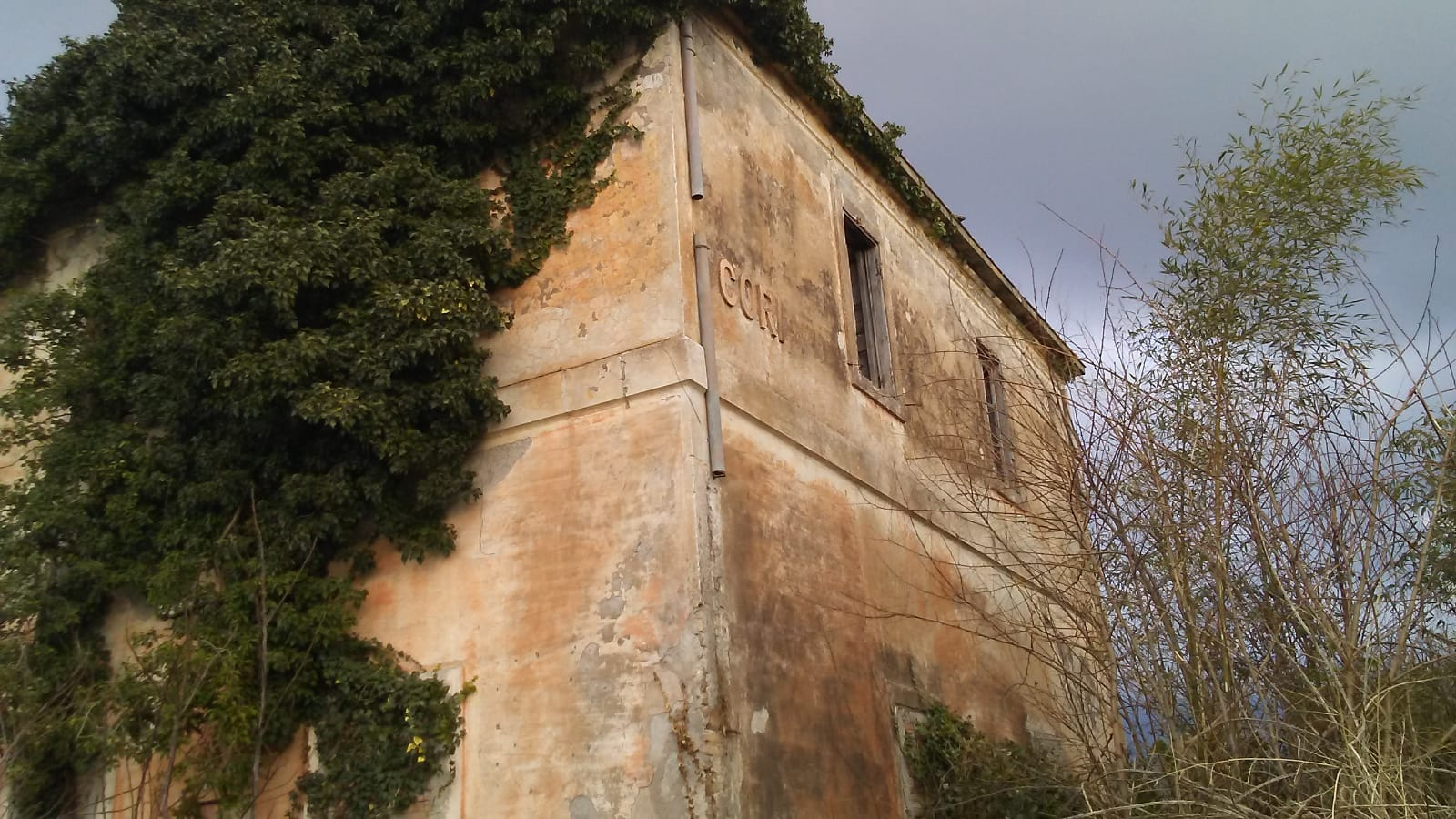
Fabbricato viaggiatori lato Terracina.

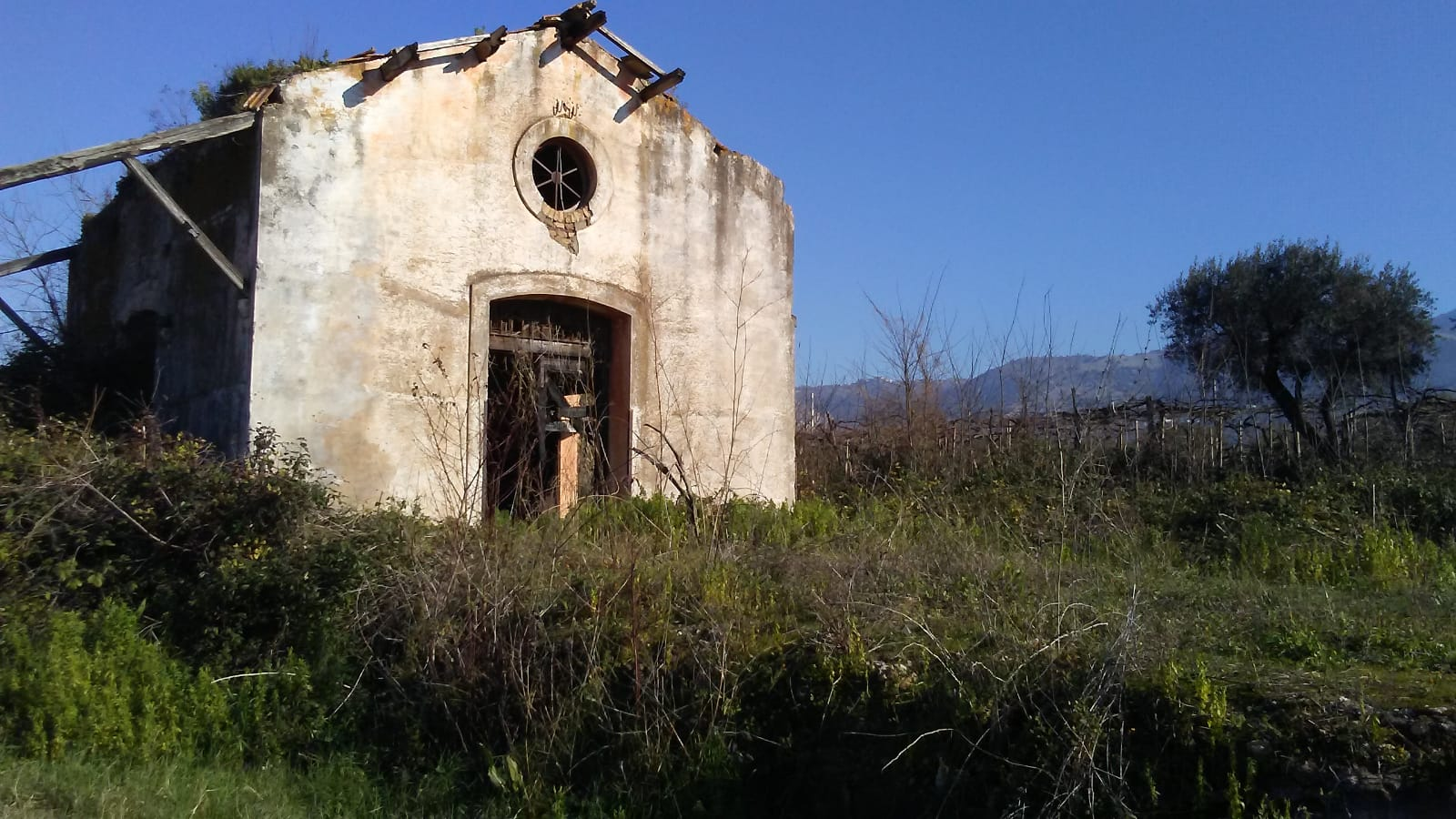
Lo scalo merci.